# Décès en 971
Décès
- 967
- 968
- 969
- 970
- 971
- 972
- 973
- 974
- 975

Cette page dresse une liste de personnalités mortes au cours de l'année 971 :
- 30 avril : Aubert Ier d'Italie, roi d'Italie (Roi des Lombards), associé à son père Bérenger II d'Italie et Marquis d'Ivrée.
- juillet : Ziri ibn Menad, fondateur de la dynastie Ziride[1].
- 31 octobre : Oscytel, évêque de Dorchester puis archevêque d'York.

- Abū Ja'far al-Khāzin, astronome et mathématicien perse.
- Arnoul II de Boulogne, comte de Boulogne.
- Culen, roi d'Écosse.
- Éracle, évêque de Liège.
- Harald le Doré, viking qui avait longuement guerroyé et amassé de grandes richesses et qui était pour cela surnommé « Gull-Haraldr » c'est-à-dire Harald le Doré
- Ordgar, ealdorman du Devon[2].
- Ziri ibn Menad, fondateur de la dynastie des Zirides d'Ifriqiya.

## Crédit d'auteurs
- Cet article est partiellement ou en totalité issu de l'article intitulé « 971 » (voir la liste des auteurs).